# Adila bint Abd Allah Al Sa'ud
Adila bint Abd Allāh Āl Saʿūd (in arabo عادلة بنت عبد الله بن عبد العزيز آل سعود‎?; Beirut, ...) è una principessa saudita. È una delle poche principesse del regno che potrebbero influenzare lo sviluppo politico della condizione femminile nel paese in campi come l'istruzione, l'occupazione e la salute.

## Primi anni di vita e formazione
La principessa Adila è nata a Beirut, in Libano, ed è figlia di re Abd Allah e di Aida Fustuq, una donna libanese. I suoi genitori in seguito hanno divorziato. La principessa è sorella germana del principe Abd al-Aziz.
Ha ricevuto un Bachelor of Arts in letteratura inglese presso l'Università Re Sa'ud.

## Attività
Adila bint Abd Allah è una delle poche principesse saudite con un ruolo semi-pubblico. Si comporta come il volto pubblico di suo padre, il re Abd Allah ed è una nota sostenitrice delle diritto delle donne alla guida, della loro consapevolezza della salute e dei loro diritti legali. Ha parlato contro la violenza domestica e sostenuto i gruppi e le organizzazioni femminili.
È patrona di molte fondazioni benefiche, infatti è: presidente della Fondazione nazionale per l'assistenza domiciliare, presidente del Comitato consultivo del museo nazionale; presidente della Società a supporto dei bambini con il cancro Sanad e vicepresidente del Programma nazionale per la sicurezza familiare. La principessa Adila è anche sostenitrice dell'imprenditoria femminile attraverso la Camera di Commercio e dell'Industria di Gedda. È stata patrona del Forum delle donne d'Arabia, una conferenza femminile tenutasi a Gedda nel 2007. La principessa guida la Società saudita per la conservazione del patrimonio.

## Opinioni
Un'intervista alla principessa Adila è stata inclusa dalla scrittrice Mona Almunajjed nel suo libro intitolato "Saudi Women Speak: 24 Remarkable Women Tell Their Success Stories", pubblicato nel 2011 dall'Istituto arabo per la ricerca e l'editoria di Amman e Beirut. Ha dichiarato: "Sono solo una parte di tutta questa società e vi presento il mio punto di vista. Tuttavia, non possiamo tornare indietro. Abbiamo bisogno di diventare più liberali e abbiamo bisogno di cambiare." Inoltre è dell'opinione che l'indossare il niqab sia una tradizione anche se suggerisce come alternativa migliore una semplice sciarpa.

## Vita personale
La principessa Adila, all'epoca ventenne, ha sposato il cugino Faysal bin Abd Allah che ha servito come ministro dell'istruzione dal febbraio 2009 al 22 dicembre 2013. Faysal è stato anche Vice Direttore Generale dell'Intelligence.
Dal matrimonio sono nati sei figli, due maschi e quattro femmine. Una delle loro figlie si è laureata al King's College London di Londra.